# Playmen
Playmen — греческий музыкальный дуэт, представленный Павлосом Манолисом и Лефтерисом Ксенакисом. Популярен как в Греции, так и далеко за её пределами.

## История
Дуэт Playmen был основан в 2005 году, однако широкую известность получил лишь в 2009 году после релиза песни «Together Forever». Позже песню переиздали по случаю Mad Video Music Awards 2010 (премия телеканала MAD TV). Новую версию исполнили вместе с «Onirama» и Еленой Папаризу. Летом 2010 года Playmen выпустили новый хит «Feel Your Love», а затем в феврале 2011 года — «Tonight», в записи которого в качестве вокалистки приняла участие Tamta. Песня стала первой музыкальной темой «MadWalk fashion Event». Также Playmen приняли участие в закрытии Всемирных летних специальных Олимпийских игр 2011 года наряду с такими признанными греческими звездами, как Стаматис Краунакис и Алкистис Протопсалти. В марте 2012 года была записана в сотрудничестве с Demy новая песня под названием «Fallin», которая по результатам 2012 года стала самым проигрываемым треком в российском радиоэфире. 28 июля 2012 дуэт принял участие в пятом марафоне Europa Plus Live 2012, который проходил в Москве в Лужниках, с песней «Fallin», которую дуэт исполняет вместе с вокалисткой Demy.

## Синглы
- 2009: Together forever — Playmen ft. Reckless
- 2010: Love Song — Playmen & Alceen ft. Mia
- 2010: Together Forever / Φυσικά Μαζί — Playmen ft. Onirama & Елена Папаризу
- 2010: Feel Your Love — Playmen ft. The Fade & MIA
- 2010: Tonight — Playmen & Claydee ft. Tamta
- 2011: Out Of My Head — Playmen & Alex Leon ft. T-Pain
- 2012: Fallin — Playmen ft. Demy
- 2012: Ta logia kommatia — Playmen ft. Stan
- 2012: ALL THE TIME (при участии Елены Папаризу, Courtney и Riskykidd)
- 2013: Breakin' Me Up — Playmen ft. Courtney
- 2013: Balloons — Playmen
- 2013: Gypsy Heart — Playmen & Hadley
- 2014: Nothing Better — Playmen & Demy
- 2014: Chimbo — Playmen & Mindblow Feat. Locomondo
- 2015: Stand By Me Now — Playmen
- 2020: Together — Playmen & Rompasso